# Victor Indrizzo
Victor Indrizzo est un batteur américain. 
Musicien de studio recherché, il a été, entre autres, batteur du groupe Queens of the Stone Age pour l'album Kyuss/Queens of the Stone Age, et a collaboré avec de nombreux artistes, comme Willie Nelson, Scott Weiland, Alanis Morissette et Macy Gray.